# ハルビン東安汽車
ハルビン東安汽車動力股份有限公司（中国語簡体字：哈尔滨东安汽车动力股份有限公司、英: Harbin Dongan Auto Engine Co., Ltd.、略称：DAAE）は中国の黒竜江省ハルビン市に本社を置くエンジン製造会社である。
1949年に全身である東北軍需工業部第21工場が設立され、1998年10月6日に現在の名称に変更された。
同社はハイブリッドシステムの生産、開発も行っている。

## 歴史
（出典：About DAAE）
- 1948年8月：日本軍第8372部隊が使用していた航空特別飛行場・小型飛行機整備工場の格納庫を再利用して、後装式砲弾、機械工具製造工場を建設することが決定された。
- 1949年1月：東北軍区軍需工業部北満州支部直轄第三工場が設立された。 同年10月1日に工場名を東北軍需工業部第21工場に変更した。
- 1951年5月：ハルビン第1空軍修理工場と東北軍需工業部第21工場が合併し、第121工場と命名された。
- 1952年4月：航空機修理事業とエンジン修理事業が分離され、第121工場はエンジン修理工場に改名された。
- 1953年1月：国営第120工場に改名。
- 1957年5月：国有東安機械工場に改名。
- 1980年12月：スズキ自動車から入手したエンジンを基にDA462試作エンジンの開発に成功。
- 1982年：マイクロカーエンジン部が設立。マイクロカーエンジンの販売が好調のため、生産面積を5,184平方メートルに調整し、生産ラインを16本新設した。
- 1987年：DA462エンジンが全国国内軽自動車・超小型車品質テスト大会で金賞3個、銀賞1個を獲得した。
- 1992年：DA462-1Aエンジンの開発に成功。科学技術成果部二等賞を受賞した。
- 1994年：香港航空基金の資金援助を受けてハルビン東安マイクロ汽車動力股份有限公司を設立。国有化から脱却した。
- 1995年：第2世代エンジンDA465Qの開発に成功。同年12月26日、マイクロカーエンジンの年間生産量が10万台を突破した。
- 1998年10月6日：社名をハルビン東安汽車動力股份有限公司に改名。
- 1998年10月19日：中国、日本、マレーシアの合弁企業であるハルビン東安汽車発動機製造有限公司の創立会議および起工式がハルビン経済技術開発区で開催された。
- 2000年12月26日：4G1型エンジンがハルピン東安汽車発動機の生産ラインから出荷された。
- 2003年：エンジン生産台数が200万台を達成し、中国国内市場シェア40％を超えた。
- 2005年9月28日：4G9型エンジンがハルピン東安汽車発動機の生産ラインから出荷された。
- 2008年6月26日：三菱自動車がオートマティックトランスミッションのライセンス供与契約で合意し、ハルピンで調印式を行った[3]。
- 2009年5月：DA471QLRエンジンをイタリアのピアッジオ社向けに輸出を開始した。同年11月に長安汽車傘下となる。
- 2010年4月：400万台目のエンジンが生産ラインから出荷された。
- 2013年12月：DAM1.0Tエンジンの開発に成功。
- 2016年1月：同社初のGDIターボエンジンDAM1.2TGDIの開発に成功。
- 2017年6月：6速オートマチックトランスミッションの発売を開始した。
- 2018年12月6日：国6b排出ガス規制に適合したDAM15Kエンジンの量産を開始した。

## 航空機エンジン
（出典：Taylor, Michael J. H. (1996). Brassey's World Aircraft & Systems Directory. London, England: Brassey's. ISBN 1-85753-198-1）
- 東安 HS-7 1,268kW (1,700hp) 14気筒星型エンジン
- 東安 HS-8 1,380kW (1,850hp) 14気筒星型エンジン
- Y-7 (航空機)およびSH-5 (航空機)向けのWJ-5（英語版）単軸ターボプロップエンジン
- ゼネラル・エレクトリックの協力を得て開発されたY-7 (航空機)用のWJ-5（英語版）単軸ターボプロップエンジン

## 自動車エンジン
- DAN20　2.0ℓ直列4気筒DVVT
- DAN20TG/DAD20TG　2.0ℓ直列4気筒DVVTターボ
- DAN25/DAN25TD　2.5ℓ直列4気筒DVVTターボ
- DAM15K/DAM16K　1.5-1.6ℓ直列4気筒DVVT
- DAM15N/DAM16N　1.5-1.6ℓ直列4気筒DVVT

## 自動車トランスミッション
- T18R/T18RA 5M/T
- T18RB 5M/T
- T25R 5M/T
- A6F 6A/T
- A8F40 8A/T
- A8R50/A8R30 8A/T